# Hoya de Alcoy
Hoya de Alcoy (Alcoià) Spanyolországban, Valencia Alicante tartományában található comarca. Hoya de Alcoy Alacantí, Alto Vinalopó, Comtat, Marina Baixa, Vall d'Albaida és Vinalopó Mitjà comarcákkal határos. Lakosainak száma 113 682 fő (2024).

## Önkormányzatai
| Önkormányzat | Lakosság | Terület | Népsűrűség |
| ------------ | -------- | ------- | ---------- |
| Alcoy        | 61,552   | 129,86  | 473,99     |
| Ibi          | 24.113   | 63      | 382,75     |
| Castalla     | 10.327   | 114,6   | 90,11      |
| Onil         | 7.771    | 48,41   | 160,52     |
| Bañeres      | 7.240    | 50,28   | 143,99     |
| Tibi         | 1.719    | 70,38   | 24,42      |
| Penáguila    | 323      | 49,92   | 6,47       |
| Benifallim   | 109      | 13'70   | 7,74       |